# Julián Malatini
Julián Malatini (* 31. Mai 2001 in General Cabrera im Departamento Juárez Celman) ist ein argentinischer Fußballspieler auf der Position eines Abwehrspielers.

## Karriere

### Verein
Julián Malatini begann bei Unión Deportiva im Alter von fünf Jahren mit dem Fußballspielen. 2017 wurde er nach einem Probetraining in die Jugend des CA Talleres aufgenommen. 2020 gelang Malatini unter Trainer Alexander Medina der Sprung ins Profiteam. Sein Ligadebüt gab er allerdings erst beim 1:1-Unentschieden gegen den CA Sarmiento im März 2021. Im Januar 2023 wurde er an den Ligakonkurrenten CSD Defensa y Justicia verliehen, der die Kaufoption im Dezember 2023 zog und Malatini mit einem Dreijahresvertrag ausstattete.
Am 16. Januar 2024 verpflichtete Werder Bremen den argentinischen Verteidiger. Bei seinem Bundesligadebüt elf Tage später gegen den SC Freiburg wurde Malatini in der 91. Spielminute eingewechselt und erzielte in der 93. Spielminute den 3:1-Endstand.

### Nationalmannschaft
Julián Malatini wurde für verschiedene U-Nationalmannschaften Argentiniens nominiert.